# Al di là degli alberi
Al di là degli alberi è il quinto album in studio del gruppo musicale Casa del vento, pubblicato nell'aprile del 2005.
Nell'album è presente anche una versione rivisitata della famosa Canzone del maggio, del cantautore Fabrizio De André.

## Tracce
1. Good Morning Baghdad – 4:23
2. I segni sulla pelle – 3:36
3. Al di là degli alberi – 3:45
4. Canzone del maggio – 4:05
5. Rachel and the Storm (feat. Elisa) – 4:37
6. Popolo unito – 3:28
7. Nuova Babylon – 3:53
8. Migrantes – 3:08
9. Festa protesta – 3:52
10. Settanta rose – 3:17
11. Plaza de Mayo – 4:20
12. Loi du marchè – 3:30
13. Almirè e le nuvole – 3:11